# Agraulis passiflorae
Agraulis passiflorae är en fjärilsart som beskrevs av Fabricius 1793. Agraulis passiflorae ingår i släktet Agraulis och familjen praktfjärilar. Inga underarter finns listade i Catalogue of Life.